# Neuroctenus punctulatus
Neuroctenus punctulatus är en insektsart som först beskrevs av Hermann Burmeister 1835.  Neuroctenus punctulatus ingår i släktet Neuroctenus och familjen barkskinnbaggar. Inga underarter finns listade i Catalogue of Life.